# Jürgen Volkert
Jürgen Volkert (* 1962 in Stuttgart) ist ein deutscher Wirtschaftswissenschaftler. Seit 2000 ist er Professor für Volkswirtschaftslehre, Ethik und Nachhaltige Entwicklung an der Hochschule Pforzheim. Er ist Mitherausgeber des Journal of Human Development and Capabilities.

## Leben und Wirken
Nach einem Abschluss zum Diplom-Betriebswirt (BA) an der Berufsakademie Stuttgart studierte Volkert ab 1984 Internationale Volkswirtschaftslehre an der Eberhard Karls Universität Tübingen, wo er als Diplom-Volkswirt abschloss. Als Schüler von Alfred Eugen Ott promovierte er 1996 an der Universität Tübingen mit der Dissertation: Existenzsicherung in der marktwirtschaftlichen Demokratie. Normativer Anspruch, ökonomische Rationalität und sozialpolitische Realität. Zugleich engagierte er sich in der Kreisarmutskonferenz Tübingen sowie in Programmen zur Arbeitsmarktintegration Langzeitarbeitsloser und war Mitinitiator und -verfasser des 1. Sozialberichts des Landkreises Tübingen 2001. Von 1992 bis 2001 übernahm er Lehraufträge (Politische Ökonomie, Makroökonomik) an der Hochschule Reutlingen.
Von 1996 bis 2000 war Volkert am Institut für Angewandte Wirtschaftsforschung Tübingen (IAW) tätig, das er als Geschäftsführer (Schwerpunkt „Wissenschaftliches Forschungsprogramm“) leitete. 1999 und 2000 nahm er zudem als GAAC Post-doc-Stipendiat an einer internationalen Forschungskooperation am Massachusetts Institute of Technology (MIT) Cambridge, Mass. sowie am Wissenschaftszentrum Berlin für Sozialforschung (WZB) teil. Seit dem Jahr 2000 ist Volkert Mitglied im Wissenschaftlichen Beirat des IAW.
Im Jahr 2000 wurde Volkert an die Hochschule Pforzheim berufen. Er lehrt dort Volkswirtschaftslehre, Ethik und Nachhaltige Entwicklung, ist Vertreter der Fakultät Wirtschaft und Recht im Sustainability Board der Hochschule und verantwortlich für das Wahlpflichtfach Ethik und Gesellschaftliche Verantwortung. Zwischen 2000 und 2013 war er Mitglied im wissenschaftlichen Beraterkreis 2002 der Bundesregierung für die Armuts- und Reichtumsberichterstattung. Seit 2008 ist er Mitglied der Human Development and Capabilities Association. 2001–2014 war er Ethikbeauftragter und leitete von 2009 bis 2014 als PRME-Director die Umsetzung der UN Principles for Responsible Management Education (PRME) an der Hochschule Pforzheim. 2022 wurde er als Mitherausgeber des Journal of Human Development and Capabilities berufen.

## Hauptforschungsgebiete
Zu Volkerts frühen Arbeitsschwerpunkten gehören Analysen wirtschaftspolitischer Herausforderungen in den Bereichen Sozialpolitik, Armut, Umverteilung und Nachhaltigkeit aus der Perspektive von Politischer Ökonomie und Ordnungspolitik. Sie entstanden auf der Grundlage wissenschaftlicher Gutachten für die Bundesregierung, insbesondere im Auftrag der Bundesministerien für Wirtschaft, für Soziales und Gesundheit.
Das Zusammenspiel ethischer, sozio-ökonomischer und politischer Fragen von Armut und Nachhaltiger Entwicklung bildet seit mehr als zwei Jahrzehnten Jürgen Volkerts wesentlichen Forschungsschwerpunkt. Als methodische Grundlage seiner Analysen dient oftmals der Capability-Ansatz des Nobelpreisträgers für Wirtschaftswissenschaften, Amartya Sen. 2000- 2002 erarbeitete Volkert auf der Grundlage von Amartya Sens Capability-Ansatz (Verwirklichungschancen-Ansatz) einen konzeptionellen Rahmen für die Armuts- und Reichtumsberichterstattung, der von der Bundesregierung auch übernommen wurde. Damit war Deutschland weltweit das erste Land, in dem eine Regierung den Capability-Ansatz anwendete. Im weiteren Verlauf wurde der Capability-Ansatz in das im deutschsprachigen Raum verbreitete Verständnis von Teilhabe als Grundlage gesellschaftspolitischer Analysen integriert (Quelle von Peter Bartelheimer?). Es folgten Arbeiten zur empirischen Umsetzung des Capability-Ansatzes für die offizielle deutsche Armuts- und Reichtumsberichterstattung, zu Managergehältern und sozialen Zugangsbarrieren zum Topmanagement deutscher Unternehmen sowie zur Reichtumsberichterstattung.
Im Projekt GeNECA („Gerechtigkeit und Nachhaltige Entwicklung auf der Grundlage des Capability-Ansatzes“) im Auftrag des Bundesministeriums für Bildung und Forschung in dessen Förderschwerpunkt Wirtschaftswissenschaften für Nachhaltigkeit analysierte Volkert die Potenziale des Capability-Ansatzes als konzeptioneller Rahmen nachhaltiger Entwicklung von Gesellschaften und Unternehmen im Rahmen einem interdisziplinären Forschungsverbundes Ludwig-Maximilians-Universität München, Deutsches Institut für Wirtschaftsforschung Berlin, Helmholtz-Zentrum für Umweltforschung Leipzig, Helmut-Schmidt-Universität Hamburg.
In einem Modelldorfprojekt untersucht er Determinanten ökonomischer und sozialer Entwicklung im ländlichen Südindien sowie den Einfluss eines großen deutschen Saatgutherstellers auf arme Kleinbauern als Zulieferer vor Ort. Seit 2016 leitet Jürgen Volkert ein langfristiges Projekt Forschenden Lernens zur Situation und Integration Geflüchteter in Deutschland, das in Kooperation mit dem IAW sowie mit dem Weltethos-Institut an der Universität Tübingen initiiert wurde.

## Ehrungen und Auszeichnungen
- 2021 Heinrich-Wiemer-Wissenschaftspreis der Dr. Bertold Moos Stiftung Bruchsal[3]
- 2021 Hochschule Pforzheim Dean’s Award for Intellectual Contributions with Distinguished Impact2013 Lehrpreis der Hochschule Pforzheim
- 2013 Lehrpreis der Hochschule Pforzheim
- 2008 Lehrpreis der Fakultät für Wirtschaft und Recht an der Hochschule Pforzheim
- 1996 und 1990: IHK-Preise für die beste wirtschaftswissenschaftliche Dissertation und Diplomarbeit an der Universität Tübingen

## Publikationen (Auswahl)
- Bücher (Auswahl)
  - H. Schirovsky, J. Schmidtke, J. Volkert (2023). Nicht nur über, auch mit Geflüchteten reden: Verwirklichungschancen, Einschränkungen und Integration aus der Sicht Geflüchteter. Universität Tübingen: Tübingen Library Publishing. DOI: 10.15496/publikation-45008; ISBN 978-3-946552-39-0
  - B. Noll, J. Volkert, N. Zuber (2011). Managermärkte: Wettbewerb und Zugangsbeschränkungen – eine institutionen- und sozioökonomische Perspektive. Baden-Baden: Nomos.
  - J. Volkert (Hrsg.). 2005. Armut und Reichtum an Verwirklichungschancen: Amartya Sens Capability-Konzept als Grundlage der Armuts- und Reichtumsberichterstattung, VS Verlag für Sozialwissenschaften, Wiesbaden; ISBN 978-3-322-86894-7.
  - F. Schneider, S. Caspar, J. Volkert (2002). Schattenwirtschaft und Schwarzarbeit: Beliebt bei vielen – Problem für alle. Baden-Baden: Nomos.
  - J. Volkert (1999). Soziale Dienste und Umverteilung in Deutschland. Berlin: Duncker & Humblot.

- Beiträge in referierten Fachzeitschriften (Auswahl)
  - M. Schmidt, H. Strotmann, J. Volkert (2022). Female and Male Community-Level Empowerment: Capability Approach-Based Findings for Rural India. European Journal of Development Research, 34, 754-784. doi:10.1057/s41287-021-00373-5.
  - M. Seckler, J. Volkert (2021). The Capability Approach - a promising foundation for sustainable development? Ecological Economics, 183, 106951. doi:10.1016/j.ecolecon.2021.106951.
  - T. Scheu, J. Schmidtke, J. Volkert (2020, Dezember). Ich brauche gute Arbeit. Nicht einfach Arbeit aber „gute Arbeit“. Bedeutung, Hürden und Einflussfaktoren der Arbeitsmarktintegration aus Sicht von Geflüchteten und Jobcentern. Zeitschrift für Flucht- und Flüchtlingsforschung, 4 (2), S. 181–212.
  - H. Strotmann, J. Volkert, M. Schmidt (2019, Januar). Multinational companies: can they foster well-being in the eyes of the poor? Results from an empirical case study. International Journal of Corporate Social Responsibility, 4 (2), S. 1–14.
  - M. Saal, J. Volkert (2019). Labor Market Integration of Refugees in Germany -. employers' experiences and consequences. Econviews, 32 (2), 425 - 438.
  - H. Strotmann, J. Volkert (2018). Multidimensional Poverty Index and Happiness. Journal of Happiness Studies, 19 (1), 167-189. doi:DOI:10.1007/s10902-016-9807-0.
  - J. Volkert (2016). Wirtschaften aus der Perspektive von Amartya Sens Capability Ansatz. Rechtsphilosophie. Zeitschrift für Grundlagen des Rechts (4), 403-424.
  - K. Anstätt, J. Volkert (2016). Corporate Social Responsibility Impacts on Sustainable Human Development. Recent Findings and Consequences. Econviews: Review of Contemporary Entrepreneurship, Business, and Economic Issues, 29 (1), 193-210
  - J. Volkert, C. Arndt (2011). The Capability Approach: A Framework for Official German Poverty and Wealth Reports. Journal of Human Development and Capabilities, 12 (3), 311-337. 10.1080/19452829.2011.589248
  - J. Volkert (2009). "Unternehmen als Agenten der Armutsüberwindung und Entwicklung. Ihr Beitrag aus Sicht von Ordoliberalismus und Capability-Ansatz / ORDO, 60 (1) 2009, S. 389–414.
  - J. Volkert (2006). European Union Poverty Assessment: A Capability Perspective; Journal of Human Development and Capabilities, 7 (3), 359-383 DOI:10.1080/14649880600815933
  - C. Arndt, J. Volkert (2006): Amartya Sens Capability-Approach –
  - Ein neues Konzept der deutschen Armuts- und Reichtumsberichterstattung, DIW Berlin, Vierteljahreshefte zur Wirtschaftsforschung, 75 (1), 1, S. 7–29, doi:10.3790/vjh.75.1.7
  - F. Schneider, J. Volkert (1999): No Chance for Incentive-Orientated Environmental Policies in Representative Democracies? Ecological Economics 31(1), 123-138;